# Éthylène
L'éthylène ou, selon la nomenclature de l'IUPAC, éthène, est un hydrocarbure insaturé.
Comme fluide frigorigène, il porte la dénomination « R1150 » dans la nomenclature des réfrigérants, régie par la norme 34-1992 d'ANSI/ASHRAE.

## Chimie

### Propriétés physiques
L'éthylène est le plus simple des alcènes.
| • brute :                                          | C2H4    |
| • semi-développée :                                | H2C=CH2 |
| • développée :                                     |         |
| • représenté généralement par une double liaison : |         |

C'est un gaz incolore, volatil, de densité proche de l'air avec lequel il forme des mélanges explosifs. À partir de 425 °C, il s'enflamme et brûle avec une flamme claire ; la chaleur de combustion vaut 47 200 kJ/kg.

### Propriétés chimiques
C'est un gaz très réactif.
Hydratation
L'éthylène peut être hydraté en éthanol par addition d'une molécule d'eau en milieu acide.
H2C=CH2 + H2O ⇒ H3C-CH2OH
Halogénation
Par halogénation, l'éthylène conduit au dibromoéthane.
H2C=CH2 + Br2 ⇒ BrH2C-CH2Br
Hydroxylation
L'éthylène est hydroxylé en 1,2-éthanediol (glycol) en présence de catalyseurs.
Polymérisation
La polymérisation de l'éthylène en polyéthylène basse densité s'effectue par une polymérisation radicalaire à haute pression. Quant à la production de polyéthylène haute densité, ou basse densité linéaire, elle est possible grâce à la polymérisation coordinative en utilisant des catalyseurs type Ziegler-Natta, métallocène ou post-métallocène.

## Production et synthèse
La production globale d´éthylène a été de 138 Mt en 2010 et 141 Mt en 2011. L'Europe de l'Ouest en a produit 25 Mt en 2011, dont 2,46 Mt en Belgique, 3,37 Mt en France, 5,74 Mt en Allemagne, 2,17 Mt en Italie, 3,96 Mt aux Pays-Bas, 1,43 Mt en Espagne et 2,85 Mt au Royaume-Uni.
Dans l'industrie pétrochimique, l'éthylène est obtenu :
- à partir de gaz naturel riche en éthane (États-Unis) par pyrolyse ou craquage à température élevée. Dans ce procédé, la proportion d'éthylène dans le mélange gazeux résultant est environ 45 % ;
- à partir du naphta provenant de la distillation fractionnée du pétrole (Europe) par vapocraquage. La proportion d'éthylène dans le mélange obtenu est d'environ 25 %.

Les principales sociétés fabriquant l'éthylène sont Sabic, Dow Chemical, ExxonMobil Chemical, Royal Dutch Shell, Sinopec et Total. Technip est le leader mondial de la conception d’unités de production d’éthylène, de la conception à la construction et la mise en service.
Les sous-produits gazeux obtenus sont : le dihydrogène, le méthane, l'acétylène, l'éthane, le propadiène, le propène. Ces gaz sont ensuite séparés.

## Utilisation
L'éthylène est à la base d'un grand nombre de molécules dans l'industrie chimique. Avec ses dérivés immédiats, il est à la source d'un grand nombre de polymères et de matières plastiques.
Les produits issus de l'éthylène sont entre autres :
- le chlorure de vinyle ;
- l'éthylbenzène ;
- l'oxyde d'éthylène ;
- l'éthanol (ou alcool éthylique).

Le monomère peut être utilisé directement pour produire du polyéthylène.
Le chlorure de vinyle est polymérisé en polychlorure de vinyle (PVC), matière plastique bien connue et l'une des plus anciennes.
L'éthylbenzène donne deux produits : du styrène et du caoutchouc styrène-butadiène (SBR). Le styrène est polymérisé en polystyrène, avec lequel on produit du polystyrène expansé ou des matières plastiques. À partir du caoutchouc SBR, on obtient d'autres copolymères, comme le styrène-butadiène-styrène (SBS)
L'oxyde d'éthylène ((CH2)2O) donne de l'éthylène glycol, qui lui-même, combiné à l'acide téréphtalique, fournit des fibres polyesters. L'oxyde d'éthylène est un produit très instable à cause de l'« insaturation » de sa structure chimique. Il explose immédiatement en présence d'oxygène, c’est-à-dire qu'il cherche à combler le vide atomique de sa structure en captant les atomes d'oxygène de l'air. En 1957, un réacteur pilote d'oxyde d'éthylène a explosé à Anvers (Belgique), faisant plusieurs morts. Le souffle de l'explosion a déplacé un spectromètre de masse (de plus de cent tonnes) de plusieurs dizaines de mètres. L'éthylène glycol sert également dans la fabrication des antigels.
L'éthylène peut être utilisé comme simple solvant.
Le polytétrafluoroéthylène (PTFE), plus connu sous son nom commercial de Téflon, est un polymère technique utilisé industriellement dans une grande variété d'applications — il est notamment l'un des meilleurs isolants électriques connus à ce jour, est chimiquement inerte, et a des propriétés tribologiques hors du commun. Il est également connu du grand public comme joint de plomberie ou comme revêtement anti-adhérent pour les poêles de cuisson.

## Hormone végétale
L'éthylène est également une phytohormone (hormone végétale) aux effets multiples.

### Histoire
Le rôle d'hormone végétale de l'éthylène a été découvert en 1901 : on remarqua que les feuilles des plantes situées à proximité des lampadaires (à bec de gaz) tombaient prématurément.
En 1910, on s'aperçoit qu'un fruit confiné mûrit plus vite qu'un fruit à l'air libre. On fait alors un premier rapprochement avec l'éthylène.
En 1934 on découvre les voies métaboliques de l'éthylène.
En 1960, par chromatographie en phase gazeuse, on arrive à doser l'éthylène émis par les plantes.
En 1988, gazorécepteurs détectant l’éthylène ont été identifiés dans les plantes.
En 1999, démonstration de la nécessité de l'ion cuivre dans les gazorécepteurs pour lier l'éthylène.
En 2015, Voesenek et al. supposent que la capacité de production d'éthylène a été sélectivement perdue au cours de l'évolution chez certaines plantes terrestres qui sont devenues entièrement aquatiques, peut-être parce que l'éthylène pourrait interférer avec la croissance dans les environnements perpétuellement subaquatiques.

### Biosynthèse

Le cycle de Yang.

L'éthylène a pour origine la méthionine. Dans son cycle de biosynthèse (qui se nomme « cycle de Yang ») la méthionine est transformée en S-adénosylméthionine (SAM) par la SAM synthétase :
méthionine + ATP → SAM + PPi + P (SAM synthétase)
La SAM est ensuite dégradée en 5'méthylthioadénosine (qui est réutilisé par le cycle de Yang) et en acide 1-aminocyclopropane-1-carboxylique (ACC) par l'ACC synthase. Une partie de l'ACC est ensuite convertie en éthylène (volatil) grâce à l'ACC oxydase, le reste va se conjuguer avec du N-malonyl pour donner du N-malonyl ACC (non volatil) stocké en une réserve métabolique qui pourra être hydrolysée en fonction des besoins de la plante.

### Facteurs inducteurs
Le facteur limitant est la production d'acide 1-aminocyclopropane-1-carboxylique (ACC) par l'ACC synthase. Cette hormone est présente en quantité très faible dans le cytosol, dans les fruits en maturation (au moment où l'éthylène est le plus abondant), elle représente environ 0,0001 %. Sa production est régulée par des facteurs environnementaux comme une blessure, le froid, un stress hydrique, une diminution de l'O2 (immersion dans l'eau) ; ainsi que par des facteurs endogènes : l'auxine ou les cytokinines, mais aussi l'éthylène. Pour cela, la production d'éthylène est un phénomène autocatalytique.

### Inhibiteurs
L'acide aminooxyacétique (AOA) et l'aminoéthoxyvinyglycine (AVG) bloquent le fonctionnement de l'ACC synthase.
Une absence d'oxygène (anaérobie), des températures élevées (supérieures à 35 °C), des ions cobalt Co2+, inhibent le fonctionnement de l'ACC oxydase.
Le nitrate d'argent Ag+NO3−, l'ion complexe dithiosulfatoargent(I) [Ag(S2O3)2]3− (appelé improprement thiosulfate d'argent) ou un milieu enrichi en CO2, inhibent en aval l'action de l'éthylène.
Le cyclopropène de méthyle (1-MCP) se fixe de façon presque irréversible sur les gazorécepteurs éthylène, qui transmettent alors un signal conduisant à l'inactivité du système de perception, malgré la présence de molécules d'éthylène sur des gazorécepteurs proches.

### Effets
L'éthylène module de nombreux métabolismes (réponses des plantes aux stress biotiques et abiotiques), est impliqué dans les étapes de floraison et stimule la maturation de nombreux fruits. Cette molécule a des effets variés parce qu'elle est très simple et donc peu spécifique.

#### Maturation des fruits
L'éthylène est un catalyseur essentiel de la maturation des fruits. Par exemple, un avocat ne mûrit pas sur l'arbre mais six à huit jours après la cueillette. On observe alors un pic de production d'acide 1-aminocyclopropane-1-carboxylique (ACC), puis d'éthylène qui déclenche la maturation du fruit. Un fruit dont la maturation est dépendante de l'éthylène est classé comme fruit climactérique.

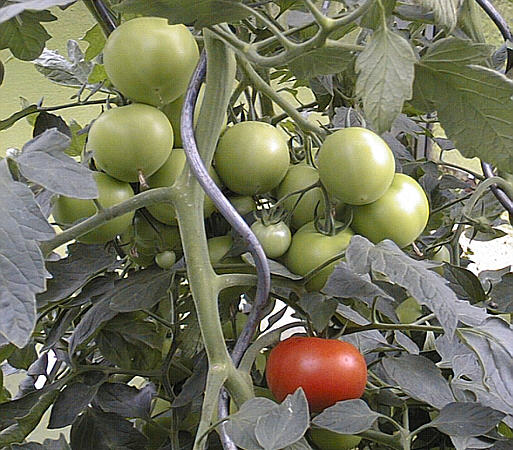
L'éthylène a un effet sur la maturation des fruits.

La banane produit de l'éthylène pour mûrir. Pour empêcher le mûrissement, le froid ne suffit pas. Il faut aussi ventiler pour éviter l'accumulation d'éthylène. Quand on veut redémarrer le mûrissement, il suffit de diffuser de l'éthylène.
On peut ajouter du permanganate de potassium dans les sachets contenant des bananes ou des tomates afin d'oxyder l’éthylène en éthylène glycol, ce qui arrête le mûrissement et prolonge la durée de vie des fruits jusqu'à quatre semaines sans nécessiter de réfrigération,,.

#### Sénescence des organes
La sénescence des organes est un processus génétiquement programmé influençant l'âge physiologique des entités vivantes. Un apport exogène d'ACC ou d'éthylène entraîne une sénescence prématurée, alors qu'un apport exogène de cytokinine retarde le processus.
Une augmentation de la production d'éthylène est associée à une perte de chlorophylle des feuilles, une dégradation des protéines et des acides ribonucléiques (ARN), une perte de pigmentation des fleurs, et autres symptômes de vieillissement.

#### Abscission des feuilles
L'abscission est la chute des feuilles, ou d'autres parties de la plante.
Ne pas confondre avec l'acide abscissique.
Les cellules des zones nécessitant une abscission répondent spécifiquement à l'éthylène. Une multitude d'enzymes hydrolytiques telles que des pectinases ou des polygalacturonases (qui dégradent l'acide galacturonique) sont alors stimulées, lysent les parois cellulaires et fragilisent la structure du végétal. Le plus souvent un agent extérieur tel que le vent, donne le coup de grâce et fait tomber l'organe.
Les jeunes feuilles produisent de l'auxine qui les insensibilise à l'éthylène. Après le développement de la feuille, la production d'auxine diminue puis s'arrête : les cellules du pétiole sont alors exposées à des concentrations de plus en plus fortes d'éthylène. Au bout d'un certain temps les zones d'abscission répondent par la synthèse d'enzymes hydrolytiques.
De très fortes concentrations d'auxine inhibent la production d'éthylène et donc la chute des feuilles, alors qu'avec de faibles concentrations d'auxine, l'inhibition de la synthèse d'éthylène n'a plus lieu, ce qui permet l'augmentation de la concentration d'éthylène et donc la chute des feuilles.

#### Mouvements d'épinastie
Les racines perçoivent l'inondation par une forte diminution de la concentration en dioxygène dans le milieu. L'anoxie stimule la production de SAM (SAM synthétase) et entraîne une augmentation de la teneur en ACC car l'ACC oxydase ne fonctionne pas : elle ne peut pas oxyder sans oxygène. L'ACC excédentaire des racines finit par se retrouver dans les feuilles pour être transformé en éthylène. C'est cet éthylène qui est responsable des mouvements d'épinastie.

#### Floraison
L'éthylène est une hormone qui inhibe la floraison sauf chez certaines espèces comme le manguier, chez lequel on synchronise la floraison des fruits en apportant de l'éthylène sur l'arbre.
L'éthylène peut changer la nature des organes floraux. Chez les espèces monoïques, c'est une hormone féminisante.

## L'éthylène comme polluant de l'air

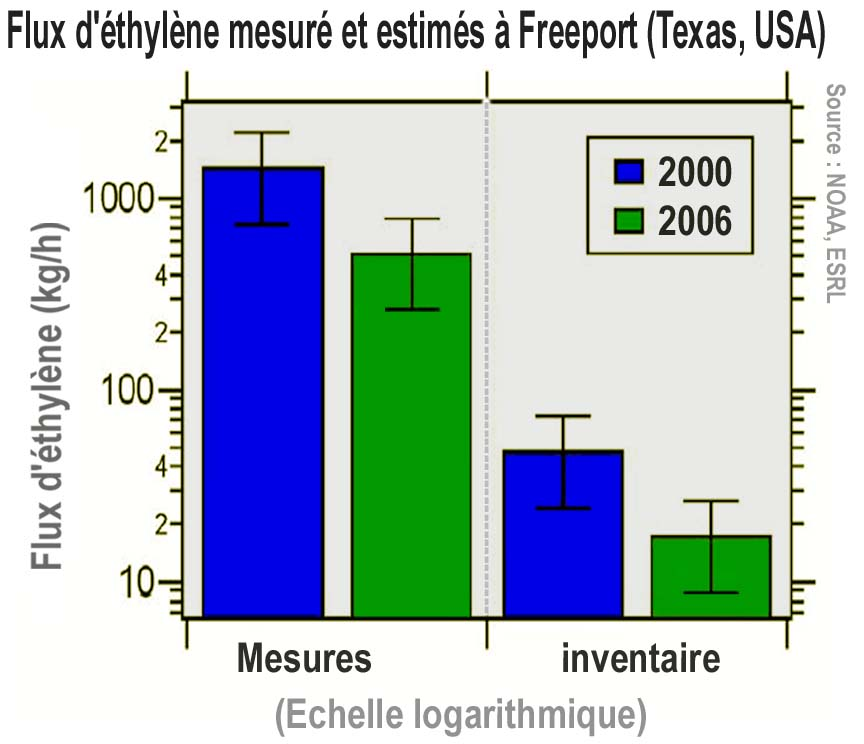
Flux d'éthylène réels et estimés (d'origine industrielle/industrie chimique) à Freeport (Texas, États-Unis). Source : NOAA ERSL (Regional Air Quality Field Study).

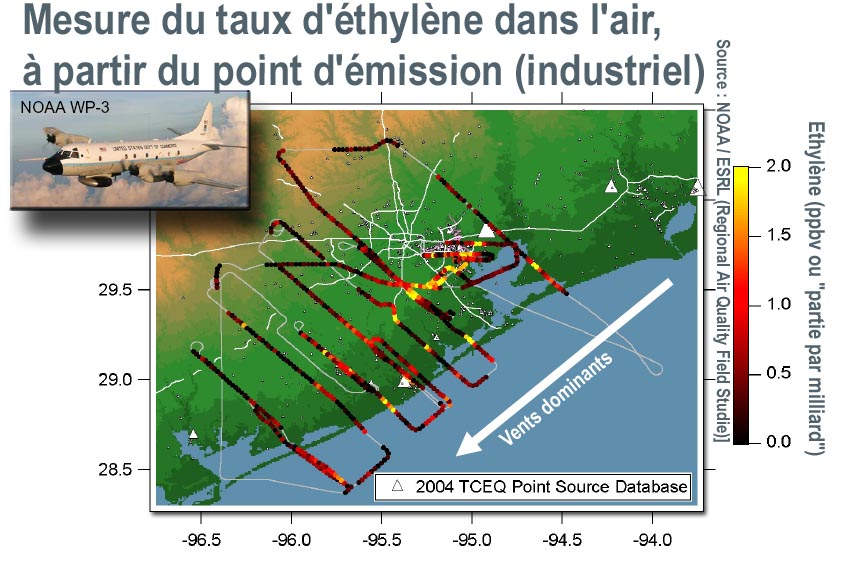
Éthylène, en aval d'industries chimiques texanes. Les triangles blancs signalent les sources industrielles repérées par l'Agence de l'environnement de l'État du Texas.

- L'éthylène, en tant que phyto-hormone pourrait avoir des effets altéragènes sur certaines espèces.
- En présence d'ultraviolets solaires, c'est-à-dire de jour, ce gaz est en outre un des précurseurs de l’ozone. L’éthylène étant très réactif et photosensible, sa durée de vie dans l'air est réduite (moins d'une heure à midi à la latitude du Texas). Il a donc longtemps été peu étudié et peu suivi en tant que polluant. Puis on a constaté qu'il pouvait persister bien plus longtemps la nuit[25]. Des instruments ont été récemment développés pour mesurer en temps réel les panaches d’éthylène. Une étude (TexAQS2000) a été menée par la NOAA au Texas sur des panaches d'éthylène générés par l'industrie chimique (de Freeport).
  - Elle a d'abord montré que les émissions industrielles avaient été très fortement sous-estimées dans les inventaires conduits par l'État du Texas sur la base des déclarations des industriels.
  - Elle a aussi montré que des taux très supérieurs à la normale d'éthylène étaient encore présents sous le vent de ces sources, à grande distance (dizaines à centaines de kilomètres), la nuit notamment. Les auteurs de cette étude ont conclu qu'en conséquence, la production d’ozone troposphérique à partir de certains panaches industriels (contenant de l'éthylène) avait été sous-estimée par les modèles[25].